# Карпыков, Абай Садвокасович
Абай Садвокасович Карпыков (каз. Абай Сәдуақасұлы Қарпықов; род. 6 февраля 1955, Талды-Курганская область, Казахская ССР) — советский и казахстанский кинорежиссёр, сценарист и продюсер, один из основателей современного телевизионного кино в Казахстане.

## Биография
Родился 6 февраля 1955 года в селе Карабулак Талды-Курганской области. В 1977 году окончил Московский историко-архивный институт. В 1987 году завершил обучение на режиссёрском факультете ВГИКа (мастерская Сергея Соловьёва).

### Карьера
Начал профессиональную деятельность в 1989 году с фильма «Влюблённая рыбка». В 1990-х стал пионером казахстанского телевизионного кино, продюсируя первые национальные «мыльные оперы»:
- «Перекрёсток» (400 серий, 1996—2000)
- «Саранча» (195 серий, 2001—2003)

С 2008 по 2010 год занимал должность художественного руководителя кинокомпании «Всемирные русские студии». С 2015 года преподаёт на кафедре киноискусства Казахской национальной академии искусств.

### Семья
- Сын — Альмири Карпыков (род. 1980), кинорежиссёр
- Дочь — Зайтуна Карпыкова (род. 2001), актриса и режиссёр
- Брат — Кайрат Карпыков, политик

## Творчество

### Режиссёрский стиль
Для работ Карпыкова характерны:
- Поэтическая образность
- Внимание к национальному колориту
- Сочетание драматизма с лиризмом
- Частое обращение к сельской тематике

### Значимые работы
- «Тот, кто нежнее» (1996) — притча о человеческих взаимоотношениях
- «Фара» (1998) — психологическая драма с Фархатом Абдраимовым в главной роли
- «Охота на изюбря» (2005) — криминальная сага
- «Алматы — моя любовь» (2021) — ностальгическая киноэпопея

## Награды и признание[3]
- 1990 — Специальный приз МКФ «Золотое руно» (Тбилиси) за «Влюблённую рыбку»
- 1996 — Специальный приз МКФ «Листопад» (Минск) за «Того, кто нежнее»
- 1999 — Приз за лучшую мужскую роль (Фархат Абдраимов) на ММКФ за «Фару»
- 2015 — Медаль «За вклад в развитие казахстанского кино»
- 2020 — Премия «Платиновый Тарлан» в номинации «Кино»

## Фильмография
| Год       | Название              | Роль     | Примечания           |
| --------- | --------------------- | -------- | -------------------- |
| 1989      | «Влюблённая рыбка»    | Режиссёр | Дебютный полный метр |
| 1991      | «Воздушный поцелуй»   | Режиссёр |                      |
| 1996      | «Тот, кто нежнее»     | Режиссёр | Приз в Минске        |
| 1996-2000 | «Перекресток»         | Продюсер | 400 серий            |
| 1998      | «Фара»                | Режиссёр | Приз ММКФ            |
| 2001-2003 | «Саранча»             | Продюсер | 195 серий            |
| 2005      | «Охота на изюбря»     | Режиссёр | Криминальная драма   |
| 2007      | «На пути к сердцу»    | Режиссёр |                      |
| 2021      | «Алматы — моя любовь» | Режиссёр | Современная работа   |